# Mniophilosoma
Mniophilosoma là một chi bọ cánh cứng trong họ Chrysomelidae.
Chi này được miêu tả khoa học năm 1854 bởi Wollaston.

## Các loài
Các loài trong chi này gồm:
- Mniophilosoma laeve Wollaston, 1854
- Mniophilosoma obscurum Gillerfors, 1986